# Chailland
Chailland é uma comuna francesa na região administrativa da Pays de la Loire, no departamento de Mayenne. Estende-se por uma área de 35,86 km². Em 2010 a comuna tinha 1 198 habitantes (densidade: 33,4 hab./km²).